# Xsolla
Xsolla (до 2011 года — 2pay) — сервис приема платежей в онлайн-играх, созданный в 2005 году в России. Главный офис Xsolla расположен в Лос-Анджелесе (США), у компании также есть представительства в Перми и Сеуле. Среди партнёров Xsolla: Steam, Twitch.tv, Epic Games, Gaijin, Xiaomi, Neople, Ubisoft, PUBG Corporation и другие.

## История компании
Компания основана в 2005 году Александром Агапитовым в городе Пермь.

### Развитие
В 2010 году главный офис компании был перенесён в город Лос-Анджелес, Калифорния. Компания сменила название с 2Pay на Xsolla. Был разработан новый корпоративный стиль, созданием которого занималась студия Артемия Лебедева.

### Перспективы
По словам директора компании Александра Агапитова, в 2014 году больше половины дохода компании поступало от разработчиков и издателей видеоигр c американского и европейского рынка. Xsolla активно расширяет спектр услуг, выпустила набор инструментов и сервисов, которые помогают разработчикам самостоятельно выпускать игры.

### Замедление роста и увольнения
4 августа 2021 года стало известно, что Xsolla увольняет около 150 сотрудников. Основатель и руководитель компании Александр Агапитов разослал письма увольняемым сотрудникам, в котором говорилось: «Команда биг дата» проанализировала их активность в рабочих сервисах и признала «невовлечёнными и малопродуктивными». Основной причиной увольнений, по словам Агапитова, стало то, что Xsolla перестала показывать 40-процентный рост. Выбранный Агапитовым способ увольнения возмутил пользователей социальных сетей и HR-специалистов.

## Глобальный охват
Партнёрами компании являются более 2000 разработчиков по всему миру, с которыми компания работает над более чем 1.100 играми в Северной Америке, Европе, Азии, России и странах СНГ. Компания поддерживает более 700 способов оплаты в 130 различных валютах и предоставляет услуги в более чем 190 странах на 20 языках. Продукты компании позволяют управлять программами для аффилиатов и инфлюэнсеров, создавать собственные веб-сайты для привлечения игроков, продавать как виртуальные, так и физические товары через единый магазин, предоставлять региональные способы мгновенной аутентификации пользователей, а также регулировать скорость и стоимость доставки контента.
Компания расширяется, подключая новые платёжные системы (Skrill , SafetyPay, Centili,, и т. д.) и подписывая контракты с разработчиками и издателями видеоигр по всему миру (Valve, Ubisoft, PUBG Corporation и Epic Games).